# Dalechampia olympiana
Dalechampia olympiana là một loài thực vật có hoa trong họ Đại kích. Loài này được Kuhlm. & W.A.Rodrigues mô tả khoa học đầu tiên năm 1957.